# Pesthy Pál
Koronczói Pesthy Pál (Uzdborjád, 1873. július 9. – Sárszentlőrinc, 1952. május 7.) magyar jogász, kúriai bíró, országgyűlési képviselő (Egységes Párt), igazságügy-miniszter (1924–1929).

## Élete
Koronczói Pesthy Mór földbirtokos (1842–1904) és enyingi Belák Erzsébet (1856–1923) fia, evangélikus vallású. Jogi végzettséget szerzett, majd 1908-tól Szekszárdon működött, mint járásbíró, 1914-től fogva törvényszéki elnök, 1921-től pedig kúriai bíró. A következő évben az Egységes Párt színeiben bekerült a nemzetgyűlésbe, 1923-tól fogva annak alelnöke volt. 1924. március 13-tól 1929. január 8. között a Bethlen István által vezetett kormány igazságügy-minisztere volt. Miniszteri ideje alatt alkottak törvényt a felsőház szervezetéről (1926. évi XXII. tv.) és az igazságügyi szervezet módosításáról (1924. évi XV. tv.). 1929-től fogva két éven át volt az Egységes Párt elnöke, 1930-tól pedig a Földbirtokrendezés Pénzügyi Lebonyolítására Alakult Szövetkezet elnökeként működött, 1936-ban az Országos Földhitelintézet elnöke lett, 1940-ben pedig a felsőház tagja. 1952. május 7-én este 11 órakor hunyt el, tüdőrákban. Felesége enyingi Belák Szeréna volt, két gyermekük született: Márta (1902-1982), Amália (1905-1963).